# Alesander Valencia
Alesander Valencia (ur. 9 stycznia 1995) – kolumbijski lekkoatleta specjalizujący się w rzucie oszczepem.
Jesienią 2012 zdobył złoty medal mistrzostw Ameryki Południowej juniorów młodszych. 

## Osiągnięcia
| Rok  | Impreza                                            | Miejsce | Pozycja    | Wynik |
| ---- | -------------------------------------------------- | ------- | ---------- | ----- |
| 2012 | Mistrzostwa Ameryki Południowej juniorów młodszych | Mendoza | 1. miejsce | 64,08 |